# グレース・ホッパー
“アメージング・グレース”グレース・ブリュースター・マレー・ホッパー (Grace Brewster Murray "Amazing Grace" Hopper, 1906年12月9日 - 1992年1月1日) は、アメリカ海軍の軍人かつ計算機科学者。75歳で退役、最終階級は准将。ハーバード マークIの最初のプログラマーの一人であり、プログラミング言語COBOLを開発した。「人は変化に対してアレルギーがあります。あなたは外に出ていってアイデアを売りこまなくてはなりません」という言葉で知られる。

## 経歴
グレース・ブリュースター・マレー（Grace Brewster Murray）としてニューヨークに生まれ、1928年にヴァッサー女子大学を卒業。イェール大学大学院に進み、1930年に数学と物理学の修士号を取得。同年にヴィンセント・ホッパー（1906年-1976年）と結婚（1945年に離婚したが、彼女はその後独身のまま夫の姓を生涯名乗り続けた）。
1934年には同大学院にてオイステイン・オアの指導のもと、女性初の数学の博士号を取得。1943年までヴァッサー女子大学助教授として数学を教えた。1943年、海軍予備役に入り、1944年には中尉となる。同年よりハーヴァード大学に勤務し、ハワード・エイケンのもとでコンピュータ「ハーバード マークI」用のプログラム開発に携わる。
戦後も引き続きハーバードにて「マークII」、「マークIII」（マークIIIはプログラム内蔵方式計算機である）の開発に参加したが、この間に後に有名となるバグにまつわる逸話が生まれている。
あるとき、マークIIのリレーに蛾が挟まって機械が作動しなくなった。この蛾は作業日誌に貼り付けられ、「実際にバグが見つかった最初の例」（原文は "First actual case of bug being found"）とホッパーは日誌に書き込んだ（現在、この日誌はスミソニアン博物館のナショナル・ミュージアム・オブ・アメリカン・ヒストリーに収蔵されている）。
ホッパーは後々この出来事を好んで語ったため、プログラムの不具合を意味する言葉としての「バグ」という用語が広まることとなったとされる（「バグ」という言葉は元々、電機関係の不具合を指す言葉として使われていたものであった。その起源はOEDによれば世紀単位でコンピュータより古い。
コンピュータ関係の不具合について使われるようになった理由として、初期のコンピュータが昆虫を原因とする接触不良、短絡、絶縁材が喰われた等で故障や誤動作したため、といった説が語られることがあるが、前述したように「実物のbugが見つかった初めての例」という表現が記録されているという史実からは、そのような説は疑わしくも思われる）。

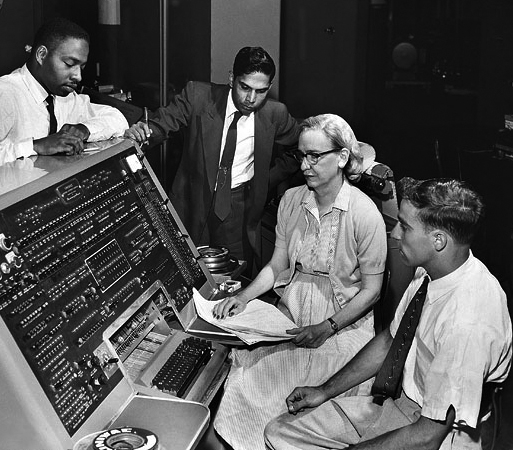
UNIVACとホッパー（1960年）

1946年、ハーヴァード大学計算研究所のフェローとなる。マークII、マークIIIの開発に携わった後、1949年にはエッカート＝モークリー社の研究スタッフとなり、コンピュータ「UNIVAC」の開発に参加。1950年にはエッカート＝モークリー社がレミントンランド社に買収され、これにともないUNIVACの開発もレミントンランド社に引き継がれた。ホッパーはUNIVAC開発チームの自動プログラミング開発部長となり、1951年には世界初のコンパイラ A-0 System を開発した。
そして1957年、世界初の英語のような構文を用いたコンパイラ言語「FLOW-MATIC」を開発する。これは、「機械語ではなく、英語に近い言語によってプログラミングできるようになるべきである」というホッパーの理念に基づくものだった。1959年には国防総省の提案のもと、FLOW-MATICを発展させた「COBOL」を開発し、ジョン・バッカスとともに高水準言語の草分けとなる。
1966年、中佐で海軍予備役へ退くが、翌1967年には現役に復帰。海軍作戦部長付部門責任者（プログラミング言語部門担当）に就任し、1973年には大佐となる。1983年には代将(Commodore)に昇進。1985年には代将が准将(Rear Admiral (Lower Half))に改称されたため、ホッパーも准将となった。なお、当時米海軍では対外上有利になるよう公式には准将を置かず、少将を「下級」と「上級」に分け准将を名義上のみ少将扱いしており、そのためRear Admiral (Lower Half)を意訳すれば「准将」、直訳すれば「少将」となる。
そのため、ホッパーの最終階級を少将と記述する翻訳も一部存在する。翌1986年退役。退役当時ホッパーは79歳で、これは現役士官では最年長だった。退役に際し、平時における最高位勲章である国防殊勲章を受ける。退役後は、1992年に亡くなるまでDECの顧問を務めた。1987年、コンピュータ歴史博物館は第1回のフェロー（コンピュータの殿堂）にホッパーを選出し、同年にワシントン賞を受賞した。死去前年の1991年にアメリカ国家技術賞を受賞した。
なお、1997年に就役したアーレイバーク級ミサイル駆逐艦ホッパーは、彼女の名を冠している。また、イェール大学は2017年2月11日に旧カルフーン寮を彼女の名を関した名に改名すると発表した。